# Brit Award para Grupo Britânico
O Brit Award para Grupo Britânico (no original em inglês: Brit Award for British Group) é um prêmio concedido pela British Phonographic Industry (BPI), uma organização que representa gravadoras e artistas no Reino Unido. O prêmio é apresentado no Brit Awards, uma celebração anual da música britânica e internacional. Os vencedores e indicados são determinados pela academia de votação do Brit Awards com mais de mil membros, que incluem gravadoras, editoras, gerentes, agentes, mídia e vencedores e indicados anteriores.
O prêmio foi apresentado pela primeira vez em 1977 e foi conquistado pela primeira vez pelos The Beatles. Quando o segundo Brit Awards foi realizado, o The Police recebeu a honra e o prêmio foi entregue a um grupo anualmente desde 1982. A única exceção a isso foi em 1992, quando o The KLF e o Simply Red empataram e assim, ambos os grupos foram anunciados como vencedores. Em 2021, Little Mix fez história ao se tornar o primeiro grupo feminino a ganhar o prêmio desde que foi apresentado pela primeira vez em 1977.

## Vencedores e indicados

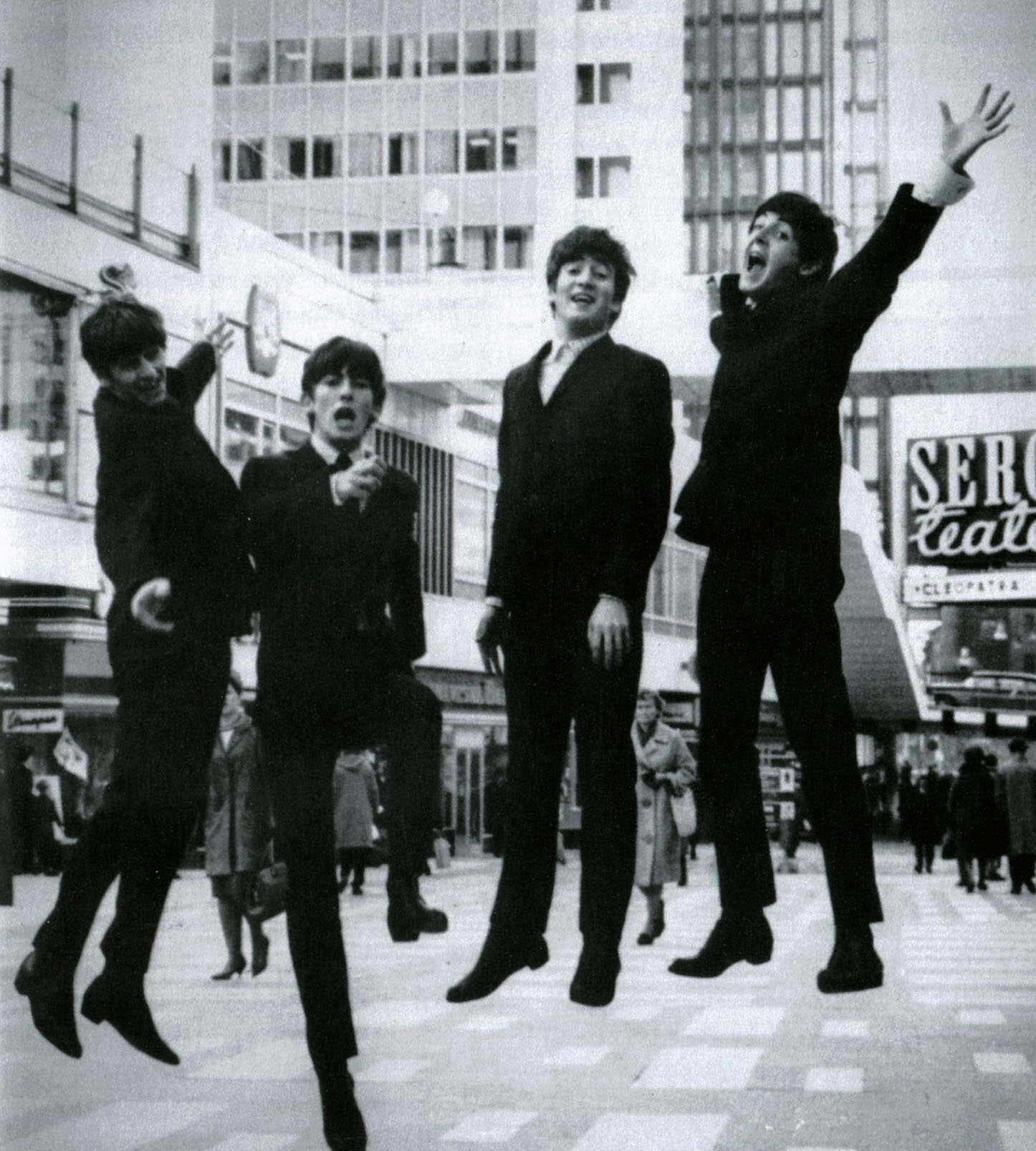
Vencedor inaugural The Beatles

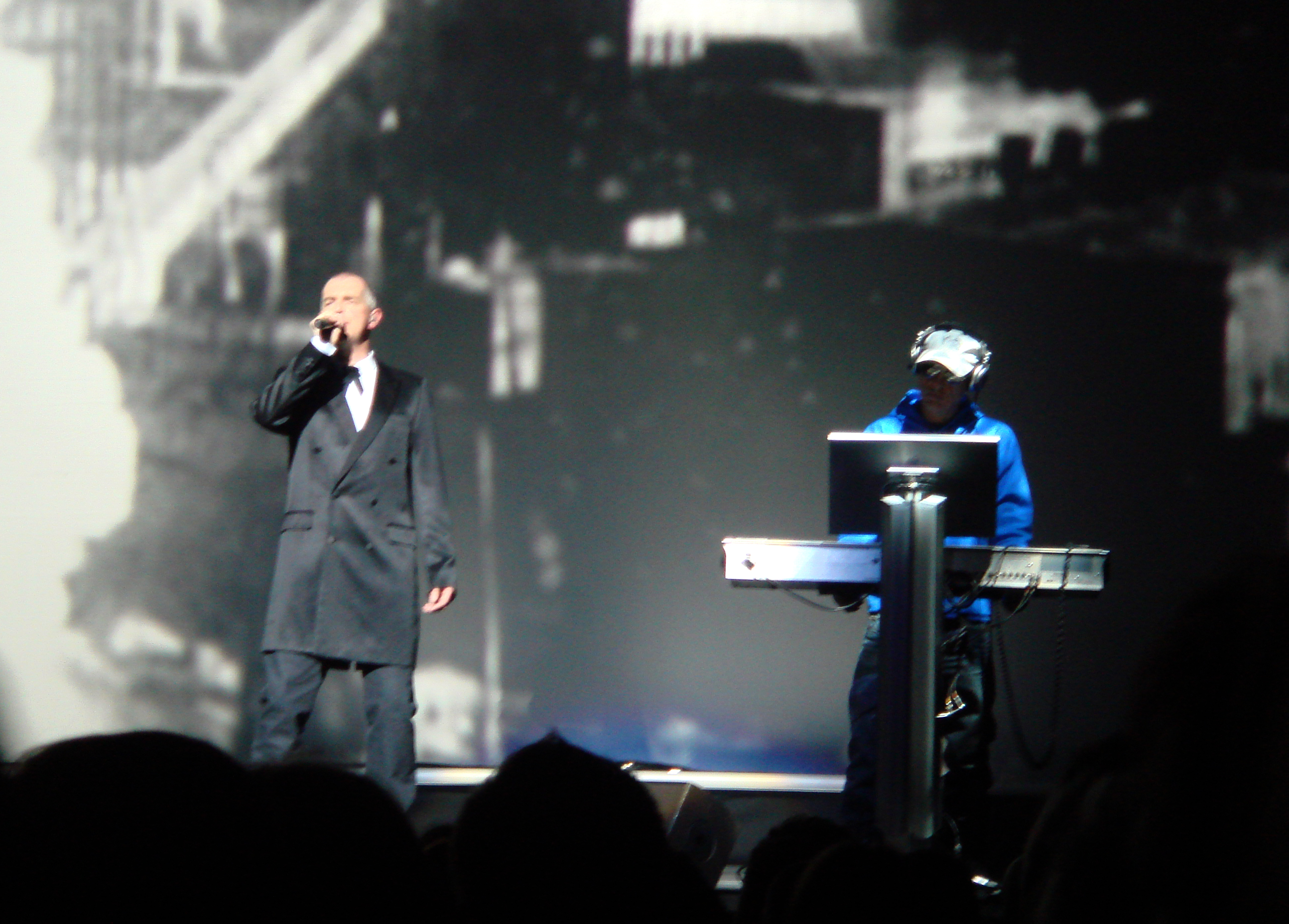
Pet Shop Boys venceu o prêmio de 1988

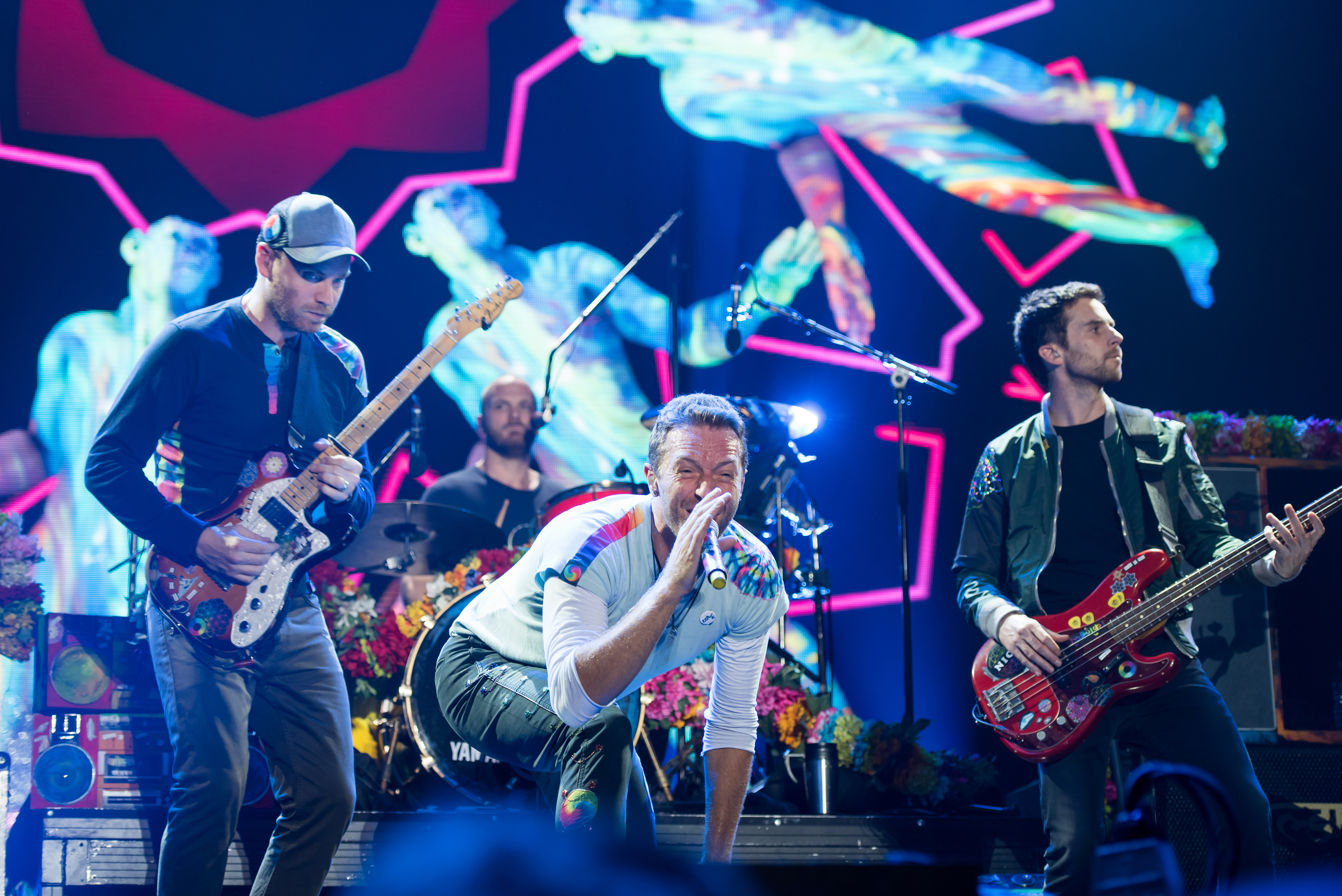
Coldplay venceu o prêmio quatro vezes

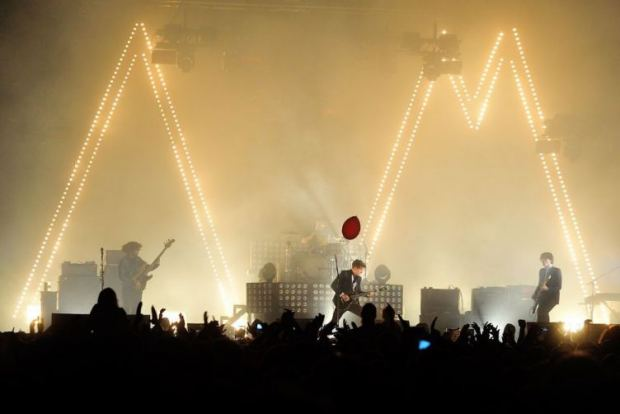
Arctic Monkeys venceu o prêmio três vezes

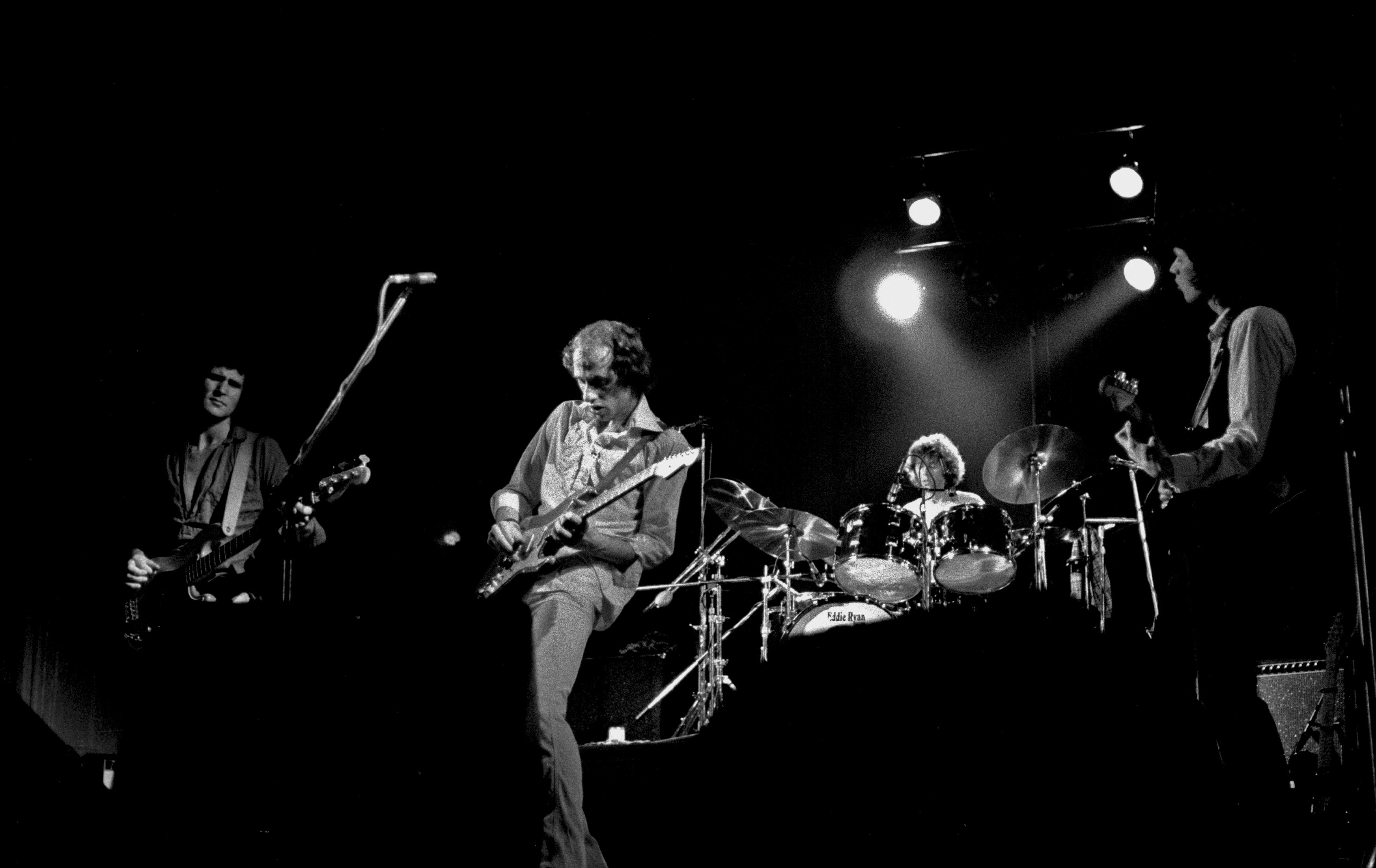
Dire Straits venceu o prêmio duas vezes

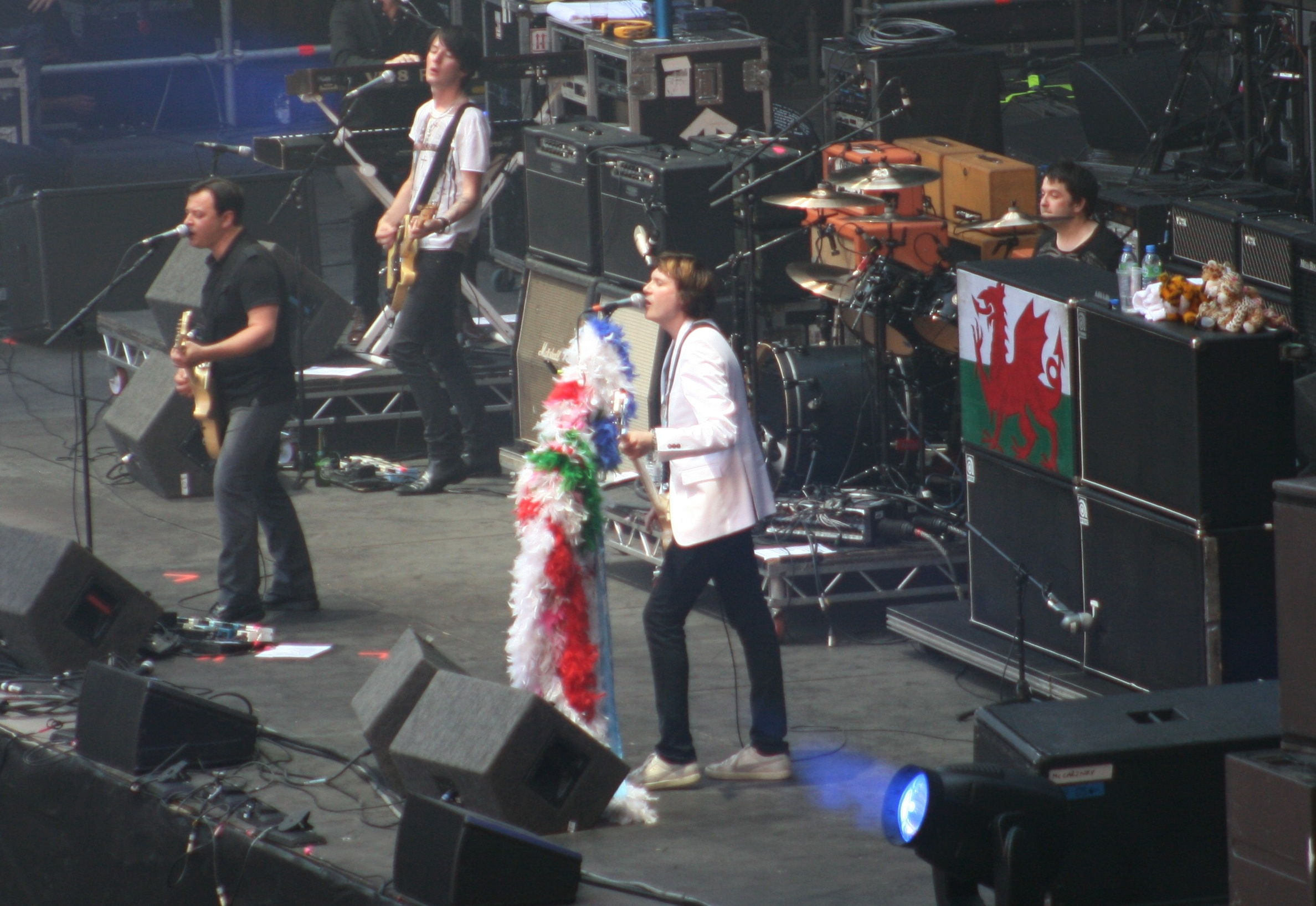
Manic Street Preachers venceu o prêmio duas vezes

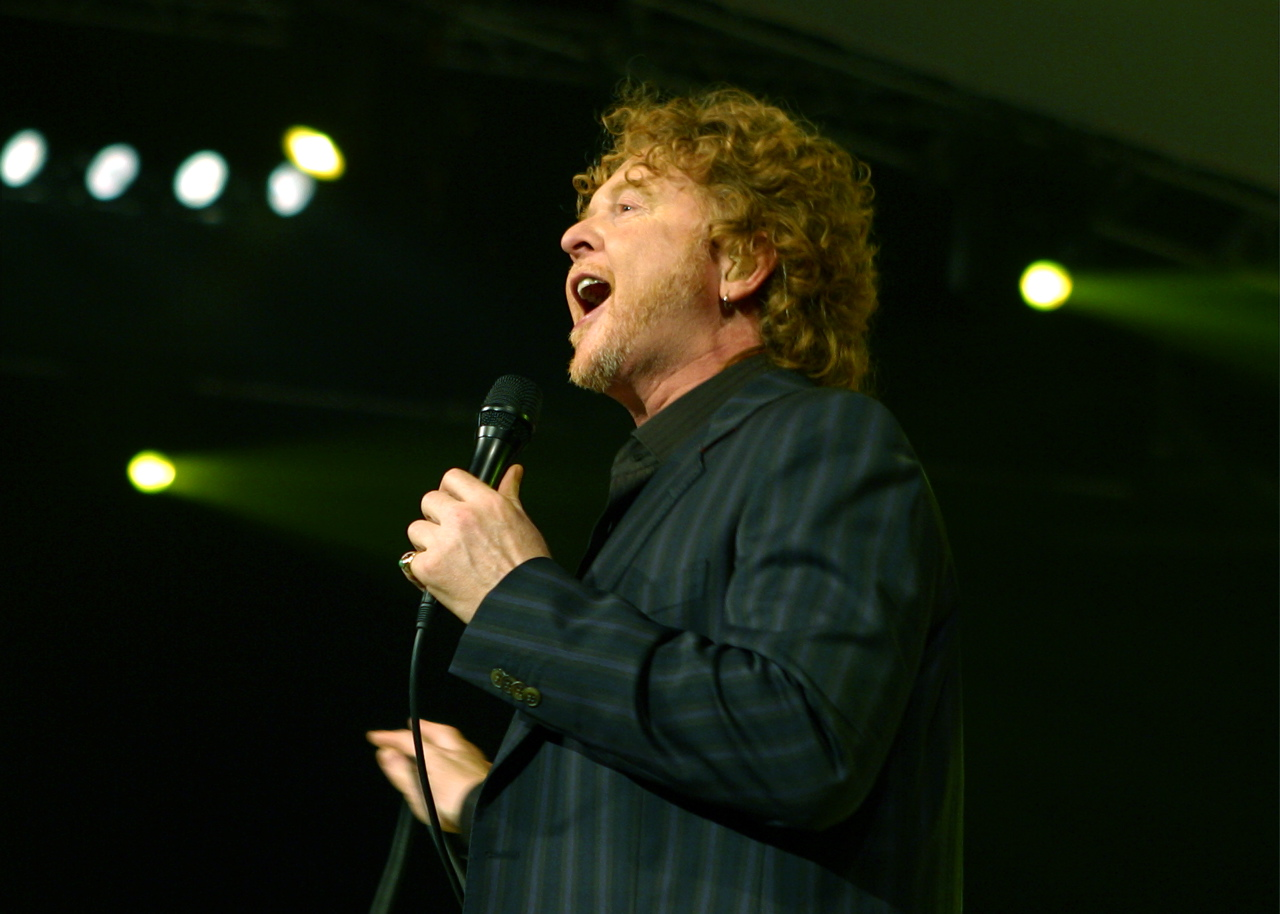
Simply Red venceu o prêmio duas vezes

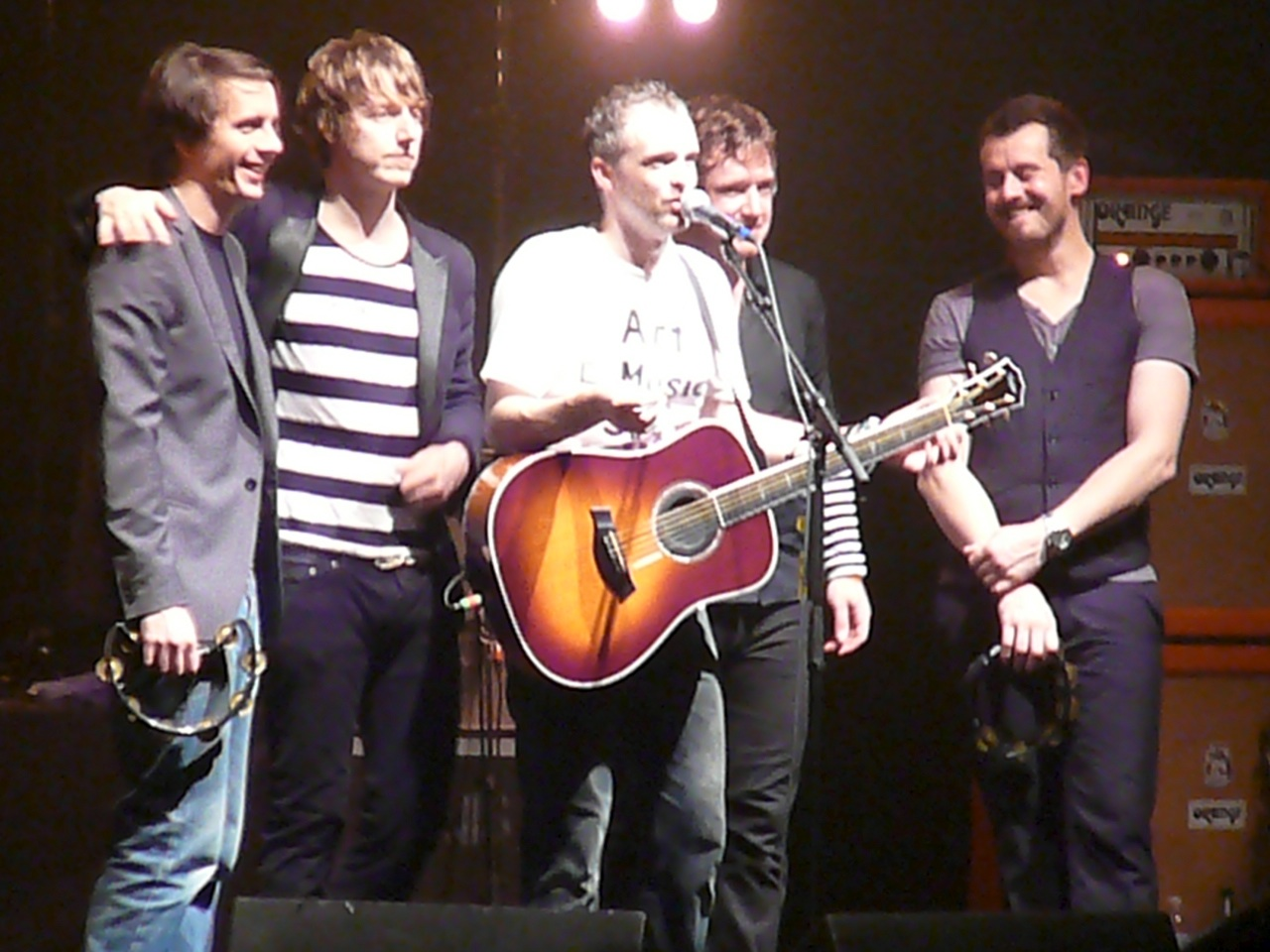
Travis venceu o prêmio duas vezes

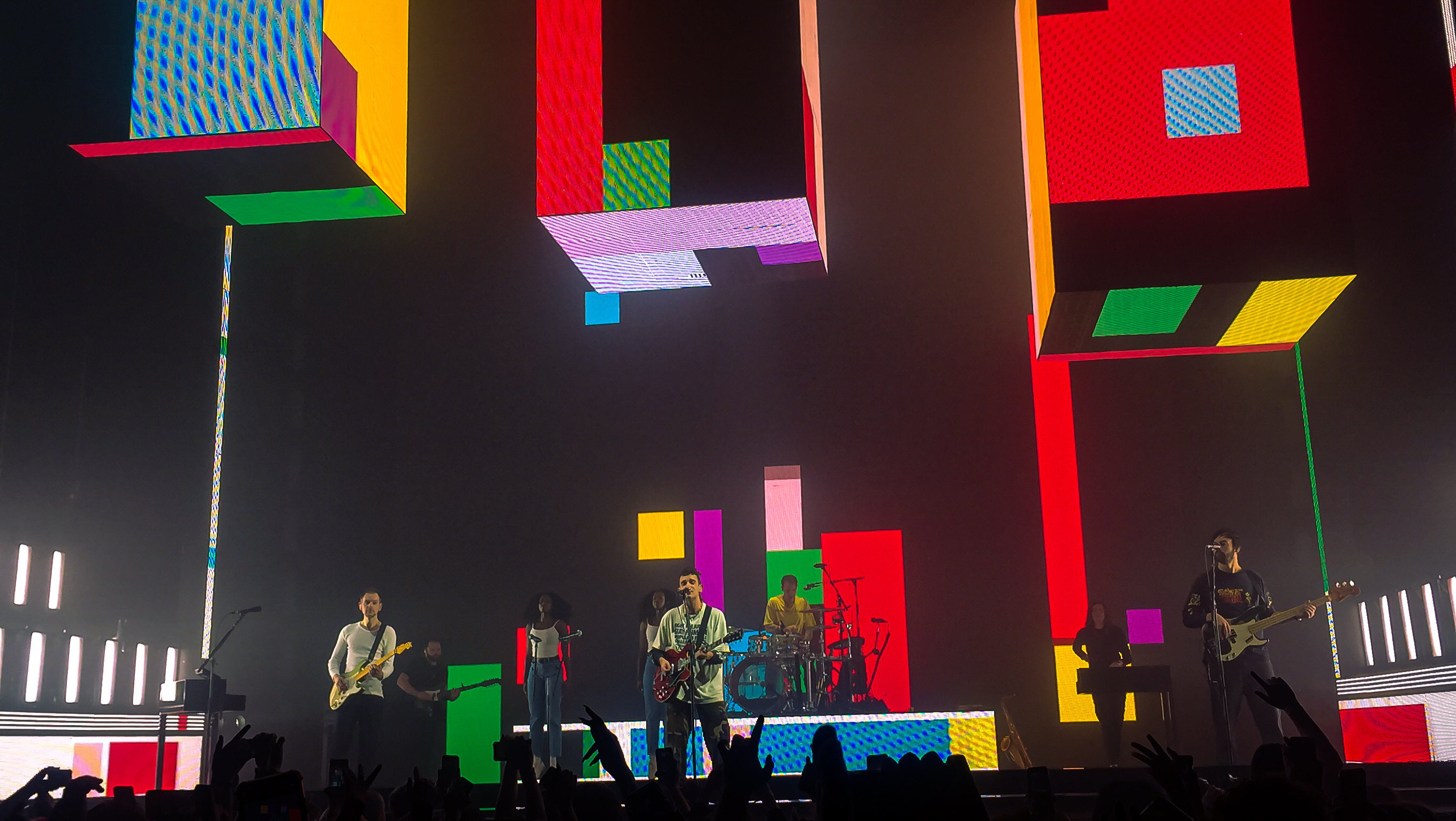
The 1975 venceu o prêmio duas vezes

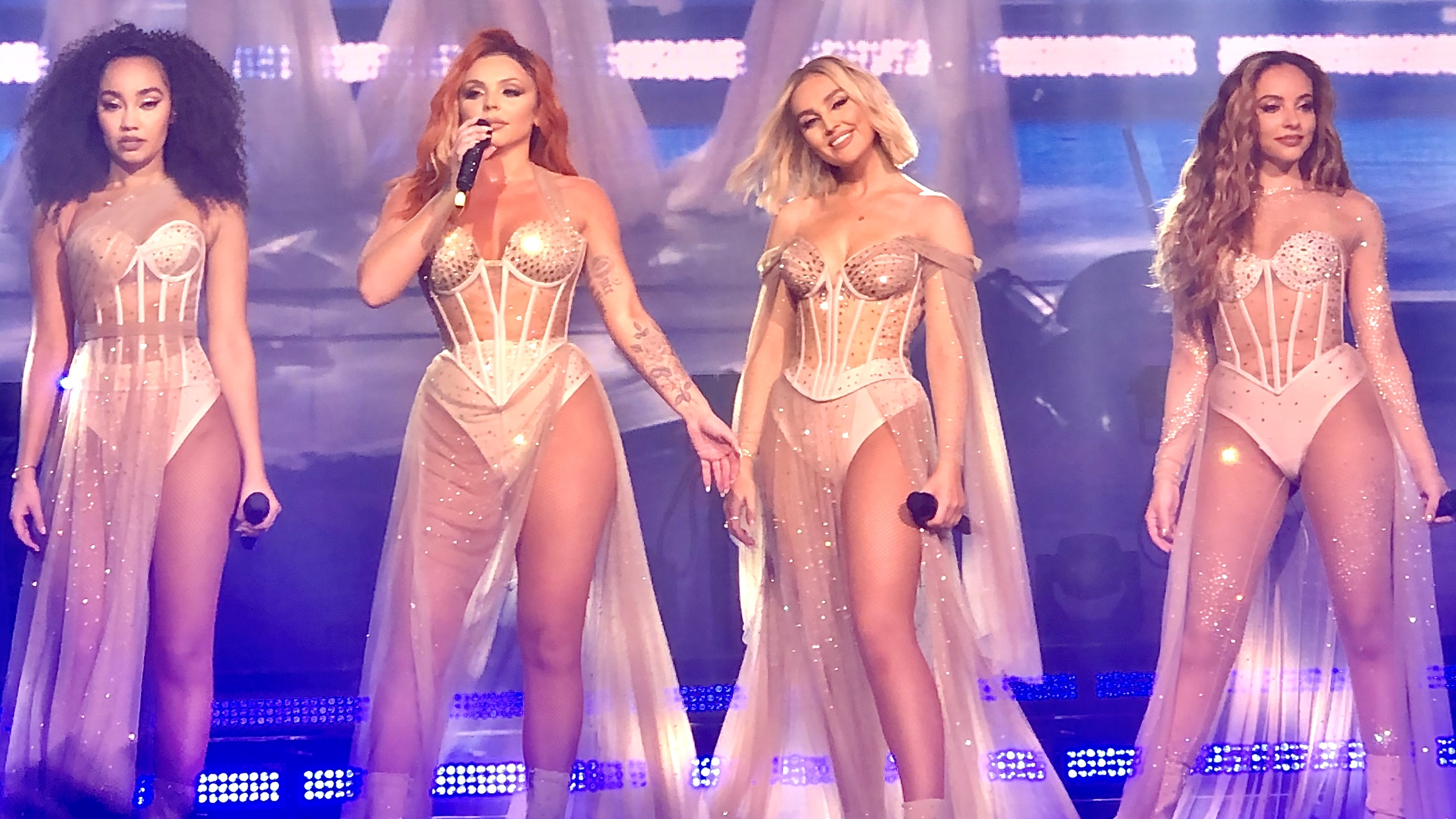
O vencedor de 2021, Little Mix, foi o primeiro grupo feminino a ganhar o prêmio.

| Ano  | Vencedor(a)            | Indicados                                                                          | Ref.   |
| ---- | ---------------------- | ---------------------------------------------------------------------------------- | ------ |
| 1977 | The Beatles            | - Pink Floyd - The Rolling Stones - The Who                                        | [ 4 ]  |
| 1982 | The Police             | - Adam and the Ants - Madness                                                      | [ 5 ]  |
| 1983 | Dire Straits           | - ABC - Yazoo                                                                      | [ 8 ]  |
| 1984 | Culture Club           | - Eurythmics - Madness - The Police - UB40                                         | [ 9 ]  |
| 1985 | Wham!                  | - Bronski Beat - Frankie Goes to Hollywood - Queen - U2                            | [ 10 ] |
| 1986 | Dire Straits           | - Eurythmics - Simple Minds - Tears for Fears - U2                                 | [ 11 ] |
| 1987 | Five Star              | - Dire Straits - Eurythmics - Pet Shop Boys - Simply Red                           | [ 12 ] |
| 1988 | Pet Shop Boys          | - Bee Gees - Def Leppard - Level 42 - Whitesnake                                   | [ 13 ] |
| 1989 | Erasure                | - The Christians - Def Leppard - Pet Shop Boys - Wet Wet Wet                       | [ 14 ] |
| 1990 | Fine Young Cannibals   | - Erasure - Eurythmics - Simply Red - Soul II Soul - Tears for Fears               | [ 15 ] |
| 1991 | The Cure               | - The Beautiful South - Happy Mondays - Soul II Soul - Talk Talk - The Stone Roses | [ 16 ] |
| 1992 | The KLF e Simply Red   | - Dire Straits - James - Pet Shop Boys - Queen                                     | [ 6 ]  |
| 1993 | Simply Red             | - The Cure - Erasure - Right Said Fred - Shakespears Sister                        | [ 17 ] |
| 1994 | Stereo MCs             | - Jamiroquai - M People - Suede - Take That                                        | [ 18 ] |
| 1995 | Blur                   | - Eternal - M People - Oasis - Pink Floyd                                          | [ 19 ] |
| 1996 | Oasis                  | - Blur - The Lightning Seeds - Pulp - Radiohead                                    | [ 20 ] |
| 1997 | Manic Street Preachers | - Kula Shaker - The Lightning Seeds - Ocean Colour Scene - Spice Girls             | [ 21 ] |
| 1998 | The Verve              | - Oasis - The Prodigy - Radiohead - Texas                                          | [ 22 ] |
| 1999 | Manic Street Preachers | - The Beautiful South - Catatonia - Gomez - Massive Attack                         | [ 23 ] |
| 2000 | Travis                 | - Blur - Gomez - Stereophonics - Texas                                             | [ 24 ] |
| 2001 | Coldplay               | - All Saints - Moloko - Radiohead - Toploader                                      | [ 25 ] |
| 2002 | Travis                 | - Gorillaz - Jamiroquai - Radiohead - Stereophonics                                | [ 26 ] |
| 2003 | Coldplay               | - Blue - Doves - Oasis - Sugababes                                                 | [ 27 ] |
| 2004 | The Darkness           | - Busted - The Coral - Radiohead - Sugababes                                       | [ 28 ] |
| 2005 | Franz Ferdinand        | - Kasabian - Keane - Muse - Snow Patrol                                            | [ 29 ] |
| 2006 | Kaiser Chiefs          | - Coldplay - Franz Ferdinand - Gorillaz - Hard-Fi                                  | [ 30 ] |
| 2007 | Arctic Monkeys         | - Kasabian - Muse - Razorlight - Snow Patrol                                       | [ 31 ] |
| 2008 | Arctic Monkeys         | - Editors - Girls Aloud - Kaiser Chiefs - Take That                                | [ 32 ] |
| 2009 | Elbow                  | - Coldplay - Girls Aloud - Radiohead - Take That                                   | [ 33 ] |
| 2010 | Kasabian               | - Doves - Friendly Fires - JLS - Muse                                              | [ 34 ] |
| 2011 | Take That              | - Biffy Clyro - Gorillaz - Mumford & Sons - The xx                                 | [ 35 ] |
| 2012 | Coldplay               | - Arctic Monkeys - Chase & Status - Elbow - Kasabian                               | [ 36 ] |
| 2013 | Mumford & Sons         | - alt-J - Muse - One Direction - The xx                                            | [ 37 ] |
| 2014 | Arctic Monkeys         | - Bastille - Disclosure - One Direction - Rudimental                               | [ 38 ] |
| 2015 | Royal Blood            | - alt-J - Clean Bandit - Coldplay - One Direction                                  | [ 39 ] |
| 2016 | Coldplay               | - Blur - Foals - One Direction - Years & Years                                     | [ 40 ] |
| 2017 | The 1975               | - Bastille - Biffy Clyro - Little Mix - Radiohead                                  | [ 41 ] |
| 2018 | Gorillaz               | - London Grammar - Royal Blood - Wolf Alice - The xx                               | [ 42 ] |
| 2019 | The 1975               | - Arctic Monkeys - Gorillaz - Little Mix - Years & Years                           | [ 43 ] |
| 2020 | Foals                  | - Bastille - Bring Me the Horizon - Coldplay - D-Block Europe                      | [ 44 ] |
| 2021 | Little Mix             | - Bicep - Biffy Clyro - The 1975 - Young T & Bugsey                                | [ 45 ] |
| 2022 | Wolf Alice             | - Coldplay - D-Block Europe - Little Mix - London Grammar                          | [ 46 ] |
| 2023 | Wet Leg                | - The 1975 - Arctic Monkeys - Bad Boy Chiller Crew - Nova Twins                    | [ 47 ] |
| 2024 | Jungle                 | - Blur - Chase & Status - Headie One & K-Trap - Young Fathers                      | [ 48 ] |
| 2025 | Ezra Collective        | - Bring Me the Horizon - Coldplay - The Cure - The Last Dinner Party               | [ 49 ] |